# Arbed

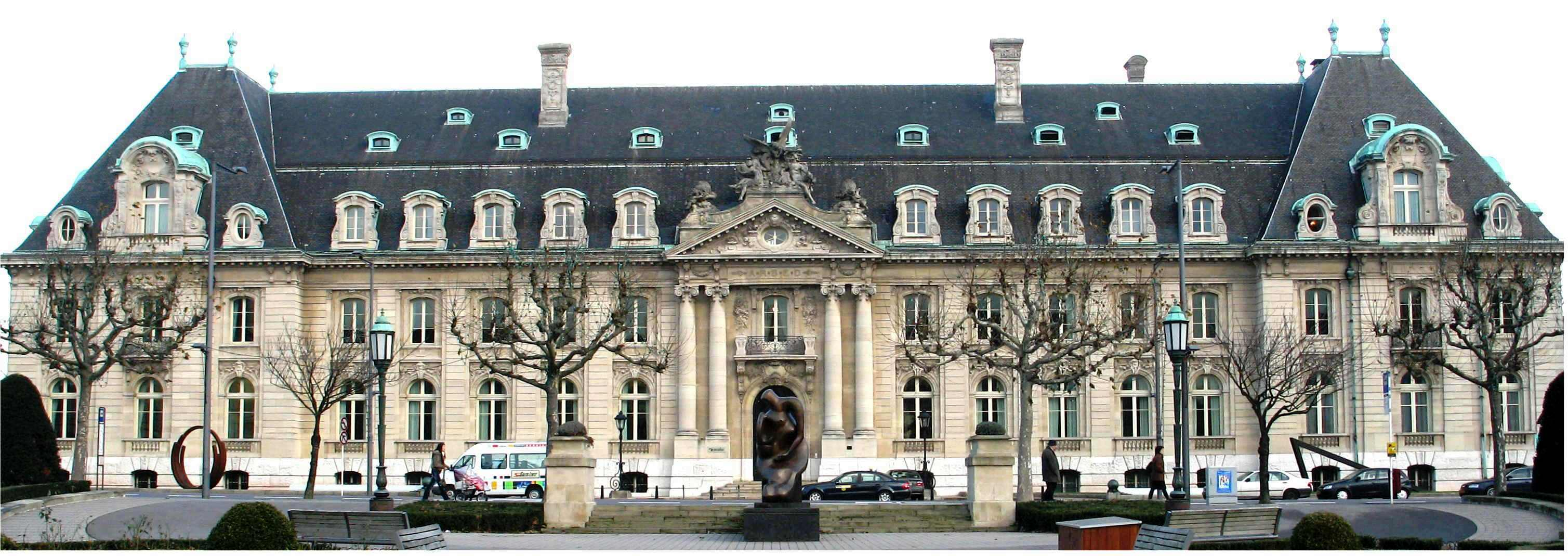
Vroegere hoofdzetel Arbed,(Luxemburg)

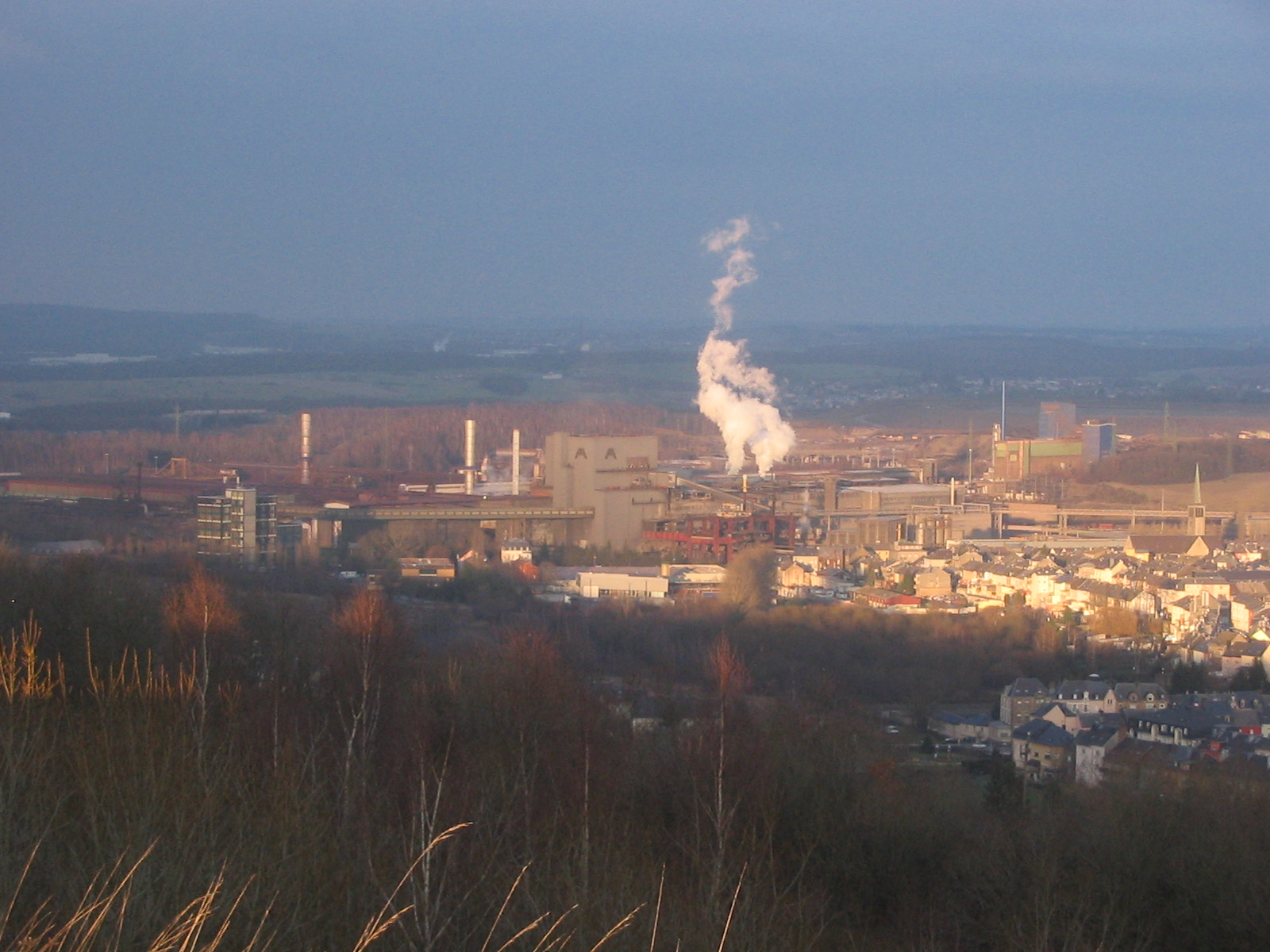
Vestiging in Differdange (Luxemburg)

Arbed of voluit ‘Aciéries Réunies de Burbach-Eich-Dudelange’, was een groot Europees Luxemburgs staalconcern dat ondertussen deel uitmaakt van het bedrijf ArcelorMittal.

## Geschiedenis
In 1869 begon de winning van de grote ijzerertsvoorraad in Fond-de-Gras aan de zuidwestelijke rand van Luxemburg. Er werden mijnen opgericht, vooral door Belgische ondernemers, en de dorpjes in het dal van de Korn veranderden in arbeiderswijken. Een nieuwgebouwde spoorlijn transporteerde de ertsen naar de Franse grens. In de omgeving schoten de hoogovens als paddenstoelen uit de grond. Vooral Norbert Metz, de broer van industriepionier August, bouwde in Esch nieuwe ijzersmelterijen. De hausse kreeg nog meer vaart toen er in 1879 een betere methode werd gepatenteerd voor de productie van staal uit het fosforrijke ‘minette’-erts dat in Zuid-Luxemburg en Lotharingen voorkomt. 
De eerste licentiehouder voor de Gilchrist-Thomas converter op het continent was Norbert Metz. De cokes voor de Luxemburgse hoogovens kwamen grotendeels uit Duitsland en omgekeerd gingen ijzer en staal voor de verdere verwerking naar het Ruhr-gebied. 
Na de eeuwwisseling werd in Esch-Belval de eerste ‘geïntegreerde’ fabriek met hoogoven, staalfabriek en walserijen gebouwd. In 1911 fusioneerde de bedrijvengroep van Norbert Metz met een andere Luxemburgse staalproducent tot de ‘Aciéries Réunies de Burbach-Eich-Dudelange’, afgekort als ‘Arbed’. Arbed richtte in Gent SIDMAR op.
Arbed fuseerde met Usinor tot Arcelor en maakt ondertussen deel uit van het bedrijf ArcelorMittal, de grootste producent van staal ter wereld met een productie van 109,7 miljoen ton staal per jaar. Het bedrijf ontstond in 2006 als resultaat van een fusie tussen Arcelor en Mittal Steel. De zetel van de nieuwe combinatie is Luxemburg.

## Overzicht van de fusiepartners
- Arcelor
  - Arbed
  - Usinor
  - Aceralia
  - Dofasco
- Mittal Steel
  - Ispat International
  - LNM Holdings
  - International Steel Group
    - Weirton Steel
    - Georgetown Steel
    - Bethlehem Steel
    - Ling-Temco-Vought
    - Acme Steel